# Доналд Туск
Доналд Франћишек Туск (пољ. Donald Franciszek Tusk, изговор: //; Гдањск, 22. април 1957) пољски је политичар кашупског порекла који је премијер Пољске од 13. децембра 2023. године.

## Биографија
Доналд Туск је рођен 22. априла 1957. године у Гдањску. Његов отац је радио као железнички столар, а мајка као секретарица у болници. Отац је умро када је Доналд Туск имао 14 година.
Године 1976. почео је да студира историју на Универзитету у Гдањску, где се укључио у илегалне активности против комунистичког режима. Предузео је, између осталих, сарадње са слободним синдикатима, упознао се и са Лехом Валенсом, будућим лидером Солидарности.

## Политичка каријера
1980. године је покренуо Независну студентску асоцијацију (НСА), која је постала део покрета Солидарност. Постао је председник Солидарности на свом радном месту и новинар синдикалног недељника.
Након што је генерал Војчех Јарузелски прогласио ванредно стање у децембру 1981. неко време се скривао. Касније је радио као продавац хлеба, а од 1984. до 1989. зарађивао је за живот физичким радом: специјализовао се за висинске радове користећи опрему за пењање.
У то време је био активан у подземној Солидарности. После хапшења, убрзо се вратио на слободу по амнестији за политичке затворенике коју је најавио Војчех Јарузелски.
Године 1983. основао је илегални месечник "Политички ревија" (Przegląd polityczny), промовишући економски либерализам, идеје и принципе либералне демократије. Око часописа је основан неформални аналитички центар који је подржавао Леха Валенсу. Када се комунизам срушио, чланови центра – „Гдањски либерали“ – формирали су владу после првих слободних председничких избора у Пољској.
Истовремено су основали прву про-предузетничку и проевропску странку у Пољској: Либерално-демократски конгрес, а Доналд Туск је постао њен лидер. Он је такође био одговоран за демонополизацију и приватизацију групе за штампу коју је раније контролисала комунистичка држава.
Током 1990-их, Доналд Туск је био посланик у парламенту и био је, између осталих функција, заменик председника Сената.
У истом периоду објавио је серију књига о историји Гдањска. Неки од њих су постали бестселери.
Године 2001. суосновао је нову центристичку странку: Грађанску платформу, а 2003. постао је њен лидер.
Године 2005. кандидовао се на председничким изборима. Иако је у првом кругу добио највише гласова у другом кругу га је поразио кандидат партије Право и правда Лех Качињски.
2007. године, после велике кампање, побеђује на изборима и постаје премијер. На тој функцији је био 7 година, што га чини премијером Пољске и првим реизабраним премијером са најдужим стажом. Током тих 7 година Пољска је задржала привредни раст-током кризе, привреда је порасла за скоро 20%, што је рекорд у Европи.
Доналд Туск је 2014. године изабран за председника Европског савета, а 2017. поново је изабран на други мандат у трајању од 2,5 године. Мандат му је истекао 30. новембра 2019. године.
Био је председник Европског савета од 2014. до 2019. године. Такође, био је председник Европске народне странке.
Актуелни је председник грађанске платформе и виђен је као главни противкандидат актуелној власти у Пољској на изборима који треба да се одрже током 2023. године.
На изборима 2023. његова Грађанска коалиција освојила је 157 места у Сејму и постала други највећи блок у Дому. Остале опозиционе странке освојиле су између себе довољно места да формирају коалициону већину са Грађанском коалицијом, чиме је окончана осмогодишња влада странке Право и правда. Након неуспеха премијера Матеуша Моравјецког да обезбеди гласање о поверењу 11. децембра, Сејм је изабрао Туска за премијера по трећи пут. Његов кабинет је положио заклетву 13. децембра.

## Одликовања
Орден сунца Перуа 2008.

 Краљевски норвешки орден заслуга 2012.

 Орден крста земље Марије 2014.